# 圖爾巴峰
46°24′37″N 9°36′20″E / 46.41028°N 9.60566°E

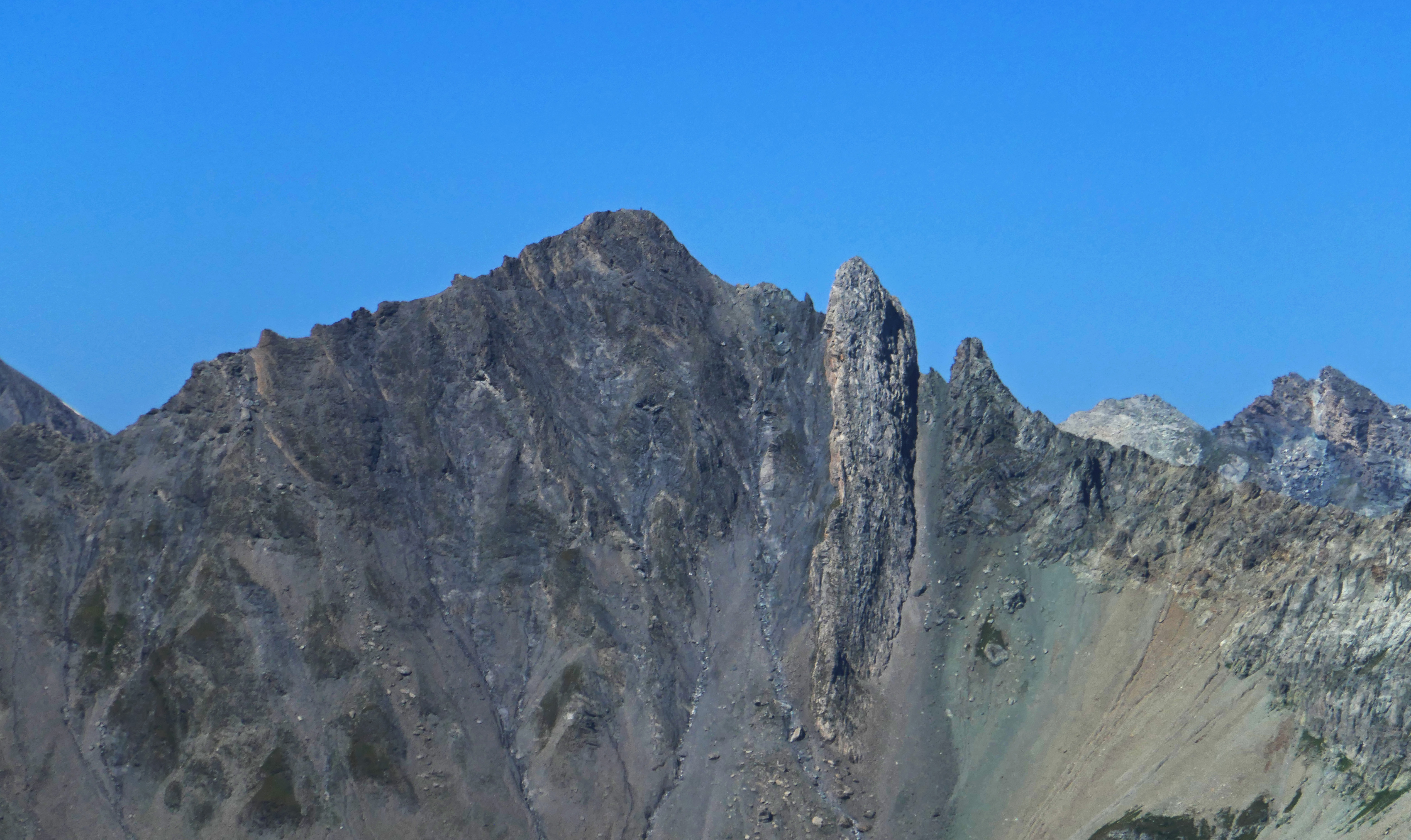

圖爾巴峰（Piz Turba），是瑞士的山峰，位於該國東南部，由格勞賓登州負責管轄，屬於上哈爾布施泰因阿爾卑斯山脈的一部分，海拔高度3,018米，每年平均降雨量1,693毫米。